# Rokia Traoré
Rokia Traoré (* 26. ledna 1974, Kolokani, Mali) je malijská zpěvačka a kytaristka.

## Život
Narodila se jako členka bambarské etnické skupiny. Její otec byl diplomat, takže v dětství měla možnost nasát širokou škálu různých nejen hudebních vlivů. Navštívila s ním například Alžírsko, Saúdskou Arábii, Francii a Belgii. Její první veřejná vystoupení proběhla už při jejích studiích na lyceu v Bamaku. V malijském prostředí, kde pro ženu nebývá zvykem doprovázet se sama na kytaru, budily její netradiční hudební aranže značnou pozornost.
V roce 1997 se spojila se slavným malijským kytaristou Alim Farkou Tourém, což ji ještě více proslavilo. Ve stejném roce také vyhrála cenu „Hudební objev z Afriky”, kterou každoročně vyhlašuje francouzská rozhlasová stanice Radio France Internationale. Postupně si také osvojovala hru na ngoni (africká loutna) a balafon.
Její debutové album dostalo název Mouneïssa a vyšlo v roce 1998. Kritici vychvalovali hlavně velmi neotřelé propojení různých nejen malijských hudebních tradic a netradiční zapojení ngoni a balafonu. V Evropě se ho prodalo víc než 40 tisíc kopií.
Její druhé album je z roku 2000 a jmenuje se Wanita. Rokia si tu napsala všechny písně sama a to včetně aranží. Album sklidilo velice pozitivní recenze v New York Times a dokonce bylo mezi nominovanými na album roku – cenu hudebních kritiků New York Times.
Na albu Bowmboï z roku 2003 jsou dvě skladby nahrány s Kronos Quartetem. Opět je celé nazpívané v bambarštině. Album získalo prestižní cenu britského rádia BBC 3 v kategorii „Nejlepší album World Music”. Na tuto cenu byla Rokia nominována i v roce 2005, a to dokonce třikrát. V roce 2004 si poprvé zahrála na festivalu Womad a podnikla své první turné po Spojených státech.
V roce 2008 vyšlo album Tchamantché, zatím poslední album se jmenuje Beautiful Africa a vyšlo v roce 2013.

## Dido a Aeneas v Aix-en-Provence

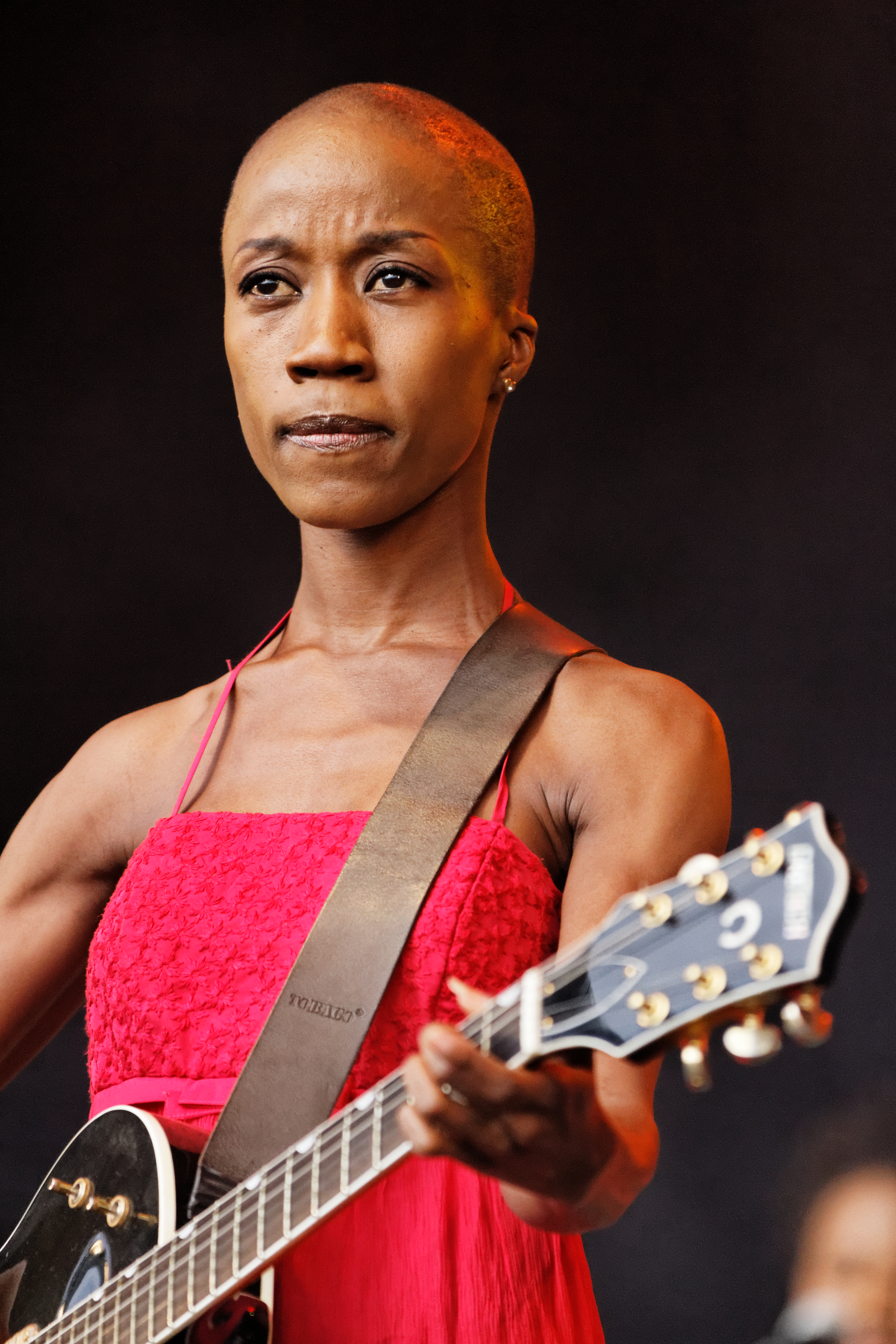
Rokia Traoré na festivalu Bout du Monde v Crozonu ve Finistère (Francie)

V rámci Festivalu v Aix-en-Provence (plný název Festival international d’art lyrique et l'Académie européenne de musique d’Aix-en-Provence, zkráceně Festival d’Aix-en-Provence) dirigoval Václav Luks představení opery Henryho Purcella: Dido a Aeneas. Scénické provedení inscenoval režisér Vincent Huguet na scéně Aurélie Maestre a v kostýmech Caroline de Vivaise. Opera byla doplněna novodobým prologem, který napsala Maylis de Kerangal a přednesla Rokia Traoré. Osoby a obsazení: Dido – Anaïk Morel, žena z Kypru – Rokia Traoré, Aeneas – Tobias Greenhalgh, Belinda, sestra a společnice Didonina – Sophia Burgos, Čaroděj, duch – Lucile Richardot, druhá dáma – Rachel Redmond, první čarodějcice – Fleur Barron, druhá čarodějnice – Majdouline Zerari, námořník – Peter Kirk, orchestr Ensemble Pygmalion řídil Václav Luks.